# Acheilognathus polyspinus
Acheilognathus polyspinus és una espècie de peix cipriniforme de la família dels ciprínids que es troba al nord del Vietnam.